# Сканування за рахунок обертання Землі
Сканування за рахунок обертання Землі (англ. beam park, «паркування променя») — режим радара, в якому його промінь утримується у фіксованому відносно Землі напрямку і реєструє космічні об'єкти, які проходять через його промінь. Режим використовується зокрема для відстеження космічного сміття.

## Технологія
У цьому режимі промінь радара залишається нерухомим відносно Землі, а об'єкти, які рухаються відносно Землі, проходять через промінь. Цей рух об'єктів може бути спричинений обертанням Землі, але для об'єктів на навколоземних орбітах часто важливішим є обертання самих об'єктів навколо Землі. За добу радар сканує смугу, яка за схиленням охоплює 360° небесної сфери, а за прямим піднесенням є вузькою смугою, ширина якої визначається шириною діаграми спрямованості радара.
Розсіяні хвилі реєструються приймачем, і з них можна визначити ефективну площу розсіювання, часу появи піка, коефіцієнт поляризації, доплерівський зсуву та обертання об'єкта. Потім отримана інформація для кожного об'єкта обробляється та порівнюється з даними раніше каталогізованих об'єктів.
Режим сканування за рахунок обертання Землі можна використовувати для виявлення як раніше відомих, так і некаталогованих об'єктів на будь-якій висоті, за умови, що відбита потужність, отримана приймачем, перевищує шум. Для пошуку штучних об'єктів це обмежує межі застосування радара низькою навколоземною орбітою, натомість як оптичні прилади здатні досліджувати штучні супутники на геостаціонарній і на геоперехідній орбітах. Техніка радіолокації зазвичай перевершує оптичне обладнання на низьких навколоземних орбітах і може проводити спостереження протягом більш тривалого часу, як вдень, так і вночі, незалежно від погоди та освітленості об'єктів сонячним світлом.
Чутливість відстеження радіолокаційних систем відстеження космічного сміття може бути додатково покращена, якщо вони працюють у поєднанні з іншим передавачем або приймачем, утворюючи бістатичний радар.

## Історія
Першими сканування за рахунок обертання Землі почали здійснювати кілька американських радарів — радар Гейстек у Массачусетсі, Голдстоунівський радар у Каліфорнії та декілька радарів на атолі Кваджалейн. Радар Гейстек здатний відстежувати об'єкти розміром до 2 мм.
Перші відомі європейські експерименти в режимі сканування за рахунок обертання Землі були проведені німецькою системою TIRA в 1993 році. Виконуючи спостереження в L-діапазоні під час 10-годинного експерименту, система змогла виявити об'єкти малого розміру на низькій еавколоземній орбіті. Перша 24-годинна спостережнга програма була проведена 13-14 грудня 1994 року за допомогою TIRA та радара Філінгдейлс. TIRA також може використовуватися як передавач у складі бістатичної системи, у поєднанні з Еффельсберзьким радіотелескопом як приймача. Така комбінована система здатна виявляти частинки розміром до 1 см.
Декілька спеціалізованих приладів для пошуку космічного сміття працюють у режимі сканування за рахунок обертання Землі — французький бістатичний радар GRAVES}, колишня система космічного спостереження ВПС США та її заміна Space Fence. Інші системи, які працюють в режимі сканування за рахунок обертання Землі, включають мультистатичну систему некогерентного розсіювання EISCAT, а також радіотелескоп Північний хрест і 32-метрову антену Медічинської радіообсерваторії.